# Иона (архиепископ Новгородский)
Архиепи́скоп Ио́на (в миру Иоа́нн; ум. 5 ноября 1470) — епископ Русской церкви, архиепископ Великоновгородский и Псковский.
Святой Русской православной церкви, его память совершается 5 (18) ноября.

## Биография
В три года потерял мать, в семь — отца. Воспитала его благочестивая вдова Наталья Медоварцева.
Был игуменом Отенской пустыни.
с 1458 года — архиепископ Великоновгородский и Псковский.
Организовал в Новгороде приюты для сирот и вдов. Для защиты своей паствы от притязаний Москвы он ездил к Ивану III и убедил его «тихими очами взирать» на Новгород. В 1466 году в Новгородской земле умерло от моровой язвы более 250 000 человек, в том числе в самом Новгороде около 50 000 (среди них 7650 монашествующих и 300 священников). По сказанию летописи, Иона прекратил болезнь, совершив крестный ход в Зверин монастырь.
Пригласил в Новгород литовского и киевского князя Михаила Олельковича для организации обороны против московского завоевания Новгорода.
Архиепископ Иона скончался 5 ноября 1470 года.

На Макарьевском соборе 1549 года был причислен к лику общерусских святых. Мощи его находились в Предтеченском храме Отенской пустыни, не засыпанные землёй. В жизнеописаниях его рассказывается о многих чудесных исцелениях, бывших у его гроба. В начале XIX века захоронение святителя Ионы после постройки нового монастырского собора оказалось между Трёхсвятительским и Ионинским приделами и было отмечено в 1803 году позолоченной ракой и сенью. В Великую Отечественную войну храм был разрушен. Место, где под спудом находятся мощи святителя Ионы, отмечено деревянным крестом, к нему местные жители в Ильинскую пятницу свершают паломничества.
- Св. Иона Отенский, архиепископ Новгородский, послед. четверть XV в.; Камка, холст, золотные, серебряные и шелковые нити[2]
- Посвящение Ионы в епископы новгородские  митрополитом Ионой, Лицевой летописный свод, XVI век[3].

## Праздники
Дни памяти святителя Ионы, архиепископа Новгородского:
- 10 (23) февраля — в Соборе Новгородских святителей, день памяти Анны Новгородской,
- 4 (17) октября — в Соборе Новгородских святителей, день памяти Владимира Ярославича,,
- во 3-ю неделю (воскресение) по Пятидесятнице — в Соборе Новгородских святых,
- 5 (18) ноября — день кончины,
- 9 (22) января — перенесение мощей в 1554 году,
- 9 (22) марта — память чуда от мощей свт. Ионы (1670).